# 纤溶酶原激活物
纤溶酶原激活物又译纤维蛋白溶酶原激活物、纖維蛋白溶酶原活化物、血漿蛋白原活化因子，是一种存在于血液、体液和组织中，也可由微生物产生的一种丝氨酸蛋白酶，其具有蛋白水解酶的作用，对纤溶酶原有特异活性，可将纤溶酶原转化为纤溶酶，从而促进纤维蛋白溶解。
纤溶酶原激活物分为：
- 组织型纤溶酶原激活物（英语：Tissue-type plasminogen activator）（tPA）
- 尿纤溶酶原激活物

它受到纤溶酶原激活物抑制剂-1和纤溶酶原激活物抑制剂-2的抑制。